# Клеј Сентер (Канзас)
Клеј Сентер (енгл. Clay Center) град је у америчкој савезној држави Канзас.

## Демографија
По попису из 2010. године број становника је 4.334, што је 230 (-5,0%) становника мање него 2000. године.
| Група             | 2000.         | 2010.         |
| Белци             | 4.455 (97,6%) | 4.148 (95,7%) |
| Афроамериканци    | 29 (0,6%)     | 21 (0,5%)     |
| Азијати           | 9 (0,2%)      | 15 (0,3%)     |
| Хиспаноамериканци | 24 (0,5%)     | 77 (1,8%)     |
| Укупно            | 4.564         | 4.334         |